# Irena Górka-Szaflik
Irena Górka-Szaflik (ur. 16 czerwca 1940 w Krakowie, zm. 17 listopada 2014 tamże) – polska koszykarka, mistrzyni i reprezentantka Polski.

## Kariera sportowa
Karierę rozpoczęła w Prądnickim Klubie Sportowym, od 1958 była zawodniczką Wisły Kraków. Z krakowskim klubem zdobyła 8 tytułów mistrzyni Polski (1963, 1964, 1965, 1966, 1968, 1969, 1970, 1971), wicemistrzostwo Polski w 1967 oraz brązowe medale mistrzostw Polski w 1959, 1960 i 1962.
W reprezentacji Polski seniorek wystąpiła w 62 spotkaniach, w tym na mistrzostwach Europy w 1964 (5 m.) i 1966 (8 m.).